# Подшивайлов, Денис Протасович
Дени́с Прота́сович Подшива́йлов (14 октября 1898, с. Новая Слобода, Курская губерния — 25 мая 1962, Баку) — советский военачальник, гвардии генерал-майор (27.11.1942).

## Биография
Родился 14 октября 1898 года в селе Новая Слобода Курской губернии. Русский.

### Первая мировая война
В феврале 1917 г. был призван на военную службу и зачислен в 28-й запасной пехотный полк в Омске. Окончив учебную команду полка, проходил службу младшим унтер-офицером. В январе 1918 г. демобилизован.

### Гражданская война
В октябре 1918 г. мобилизован в армию адмирала А. В. Колчака и служил в 1-м пехотном полку 1-й Сибирской дивизии. С марта по июнь 1919 г. в составе полка находился на фронте против частей Красной армии на территории Пермской губ. Активного участия в боевых действиях не принимал. В июне 1919 г. перешел на сторону Красной армии на участке 264-го Волынского полка в районе с. Березовка, после чего был направлен в Вятку. 5 августа вступил в РККА, зачислен в 51-й полк по обороне ж. д. В его составе проходил службу красноармейцем, младшим командиром, с ноября 1921 г. — командиром взвода. В этой должности принимал участие в подавлении Ишимского антисоветского восстания в районе городов Тобольск, Тюмень, Ишим. Член ВКП(б) с 1920 года.

### Межвоенный период
После войны с мая 1922 г. командовал взводом в 113-м стрелковом полку. С ноября 1923 по август 1924 г. находился на учебе на повторных курсах среднего комсостава в Самаре, по возвращении в полк назначен командиром и политруком роты. С сентября 1926 по август 1927 г. проходил переподготовку на курсах «Выстрел», после чего был назначен начальником и политруком команды одногодичников. С января 1930 г. служил в 118-м стрелковом полку 40-й стрелковой дивизии командиром стрелкового и учебного батальонов. В феврале 1934 г. переведен в штаб Приморской группы войск ОКДВА, где исполнял должность пом. начальника КЭЧ группы войск, с июня 1935 г. — пом. начальника 5-го отдела. В августе 1936 г. назначен командиром и комиссаром 310-го отдельного учебного батальона 26-го стрелкового корпуса войск 1-й Отдельной Краснознаменной армии. С октября 1937 г. — пом. командира по строевой части и врид командира 65-го стрелкового полка 22-й стрелковой дивизии. 28 августа 1938 г. арестован органами НКВД и находился под следствием. 14 февраля 1939 г. освобожден из-под ареста в связи с прекращением дела и уволен в запас. Будучи в запасе, работал старшим преподавателем военного дела в Красноярском лесотехническом институте. 25 сентября 1939 г. восстановлен в кадрах РККА и назначен начальником 5-го отделения (по тылу) штаба 194-й моторизованной дивизии, находившейся на формировании в г. Татарск. В мае 1940 г. она была передислоцирована в г. Ташкент. По прибытии к новому месту службы Д. П. Подшивайлов был назначен пом. начальника по строевой части окружных курсов политсостава запаса, с ноября командовал 470-м стрелковым полком 194-й горнострелковой дивизии.

### Великая Отечественная война
В начале войны в прежней должности. 8 июля полк в составе дивизии убыл на Западный фронт, где находился в резерве Ставки ВГК, затем в составе 49-й армии участвовали в битве под Москвой. За отличия в боях, проявленные личным составом героизм и мужество полк 5 января 1942 г. был переименован в 32-й гвардейский в составе 12-й гвардейской стрелковой дивизии. С 17 марта по 7 июня Подшивайлов командовал 97-й стрелковой дивизией в 16-й армии, которая в этот период вела бои за г. Думиничи Калужской обл. 2 апреля ее части овладели городом и закрепились на левом берегу р. Жиздра. В начале июня Подшивайлов направлен на учебу в Высшую военную академию им. К. Е. Ворошилова, по окончании ускоренного курса которой в ноябре 1942 г. назначен командиром 49-й гвардейской стрелковой дивизии резерва Ставки ВГК. В середине декабря дивизия в составе 2-й гвардейской армии передислоцирована на усиление Сталинградского фронта, где участвовала в Котельниковской наступательной операции. Ее части вели оборонительные бои с противником, пытавшимся прорваться к окруженной группировке под Сталинградом. В январе — феврале 1943 г. дивизия в составе армии Южного фронта вела наступательные бои на ростовском направлении. В апреле Подшивайлов переведен из 49-й гвардейской стрелковой дивизии на должность командира 151-й стрелковой дивизии, которая оборонялась по левому берегу р. Самбек. С середины июля она в составе 44-й армии Южного фронта участвовала в Миусской наступательной операции. С августа ее части в составе 2-й гвардейской, затем 5-й ударной армий выполняли задачи по расширению плацдарма на правом берегу р. Миус, после чего перешли к преследованию отходящего противника. В сентябре дивизия в ходе Донбасской операции принимала участие в освобождении городов Иловайск, Большой Токмак. В конце октября она была выведена в резерв Ставки ВГК, затем находилась на 4-м, а с декабря — на 1-м Украинских фронтах. В январе 1944 г. дивизия в составе 38-й армии вела оборонительные бои в районе ст. Липовец, Чагов (Винницкая обл.). В середине марта ее части в ходе Проскуровско-
Черновицкой наступательной операции форсировали р. Буг и освободили город и ж.-д. ст. Жмеринка. За отличие в боях при освобождении этого города приказом ВГК от 19 марта 1944 г. ей было присвоено наименование «Жмеринская». В ходе Львовско-Сандомирской наступательной операции в августе 1944 г. она в составе 1-й гвардейской армии овладела г. Болехов и вступила в предгорье Карпат. С 20 сентября дивизия участвовала в Восточно-Карпатской наступательной операции. За образцовое выполнение заданий командования в боях с противником при освобождении Ужгорода она была награждена орденом Красного Знамени (14.11.1944). В дальнейшем ее части освобождали территорию Чехословакии и Венгрии. За отличие в боях при овладении Будапештом приказом ВГК от 5 апреля 1945 г. ей было присвоено наименование «Будапештская». Впоследствии дивизия вела наступательные и оборонительные бои на территории Австрии, участвовала в Венской наступательной операции. С середины апреля 1945 г. и до окончания войны генерал-майор Подшивайлов по ранению находился в госпитале.
За время войны комдив Подшивайлов был четыре раза персонально упомянут в благодарственных приказах Верховного Главнокомандующего.

### Послевоенное время
С июля 1945 г. он командовал 86-й гвардейской стрелковой дивизией, дислоцировавшейся в ЮГВ, а с сентября 1945 г. — в ОдВО. С марта 1947 г. он исполнял должность зам. командира 360-й стрелковой дивизии. С февраля 1950 по июнь 1951 г. находился на учебе в Военной академии им. М. В. Фрунзе на курсах усовершенствования командиров стрелковых дивизий, затем был направлен в ЗакВО начальником Объединенных КЮС округа. С декабря 1952 г. состоял в распоряжении командующего войсками округа, а в мае 1953 г. назначен начальником военной кафедры Азербайджанского государственного университета. В декабре 1955 г. уволен в запас.

## Критика
В воспоминаниях ветерана 151-й стрелковой дивизии Ивана Ильича Полищука содержится следующий эпизод:

17 июля 1943 года с целью отвлечения немецких сил с Курской дуги в наступление перешли войска Южного и Юго-Западного фронтов. Нашей дивизии предстояло форсировать Миус и овладеть высотой Черный Ворон. Перед наступлением комдив генерал-майор Подшивайлов, отличавшийся сквернословием, собрав в глубокой балке комсостав дивизии, стал раздавать приказы командирам частей, используя большой набор «крепких» слов, среди которых упоминания о божьей матери были не самыми грязными. А в ходе начавшегося сражения от его «руководящей» матерщины теряли дар речи не только телефонистки, но и пожилые телефонисты. Комдив покрыл матом всех командиров полков и комбатов, но высоту мы так и не взяли, хотя соседи успешно продвигались вперед

## Награды
- орден Ленина (21.02.1945)[4]
- 3 ордена Красного знамени (22.01.1942, 03.11.1944[4], 15.11.1950[4])
- орден Суворова 2-й степени (1943)
- орден Кутузова 2-й степени (31.03.1943)
- орден Богдана Хмельницкого 2-й степени (28.04.1945)
- медали

Приказы (благодарности) Верховного Главнокомандующего в которых отмечен Д. П. Подшивайлов
- За овладение областным центром Украины городом Станислав — крупным железнодорожным узлом и важным опорным пунктом обороны немцев в предгорьях Карпат. 27 июля 1944 года. № 152.
- За овладение городами Чехословакии Керешмэзе (Ясина), Рахов и крупными населенными пунктами Чертижне, Белька, Поляна, Руске, Льгота, Ужок, Нижни Верецки, Заломиска, Пилипец, Голятин, Торуна, Надбочко и захват в Северной Трансильвании города Сигет. 18 октября 1944 года № 198.
- За овладение на территории Чехословацкой республики главным городом Закарпатской Украины Ужгород — крупным узлом коммуникаций и важным опорным пунктом обороны противника. 27 октября 1944 года № 207.
- За овладение столицей Венгрии городом Будапешт — стратегически важным узлом обороны немцев на путях к Вене. 13 февраля 1945 года. № 277.